# Glaucocharis himalayana
Glaucocharis himalayana là một loài bướm đêm trong họ Crambidae.